# Фани Попова-Мутафова
Фани (Стефанка) Добрева Попова-Мутафова (1902 – 1977) е българска писателка, преводачка от италиански език и общественичка.

## Биография
Фани Попова-Мутафова е дъщеря на генерал Добри Попов. Племенница на генерал Стефан Нерезов. До 12-годишна възраст живее със семейството си в Италия, където баща ѝ следва и завършва Военната академия в Торино. Там тя учи в начално училище, взема уроци по италиански и пиано. В София завършва полукласическия отдел на Първа девическа гимназия през 1922 г. и същата година се омъжва за Чавдар Мутафов. Приета е да следва философия в Софийския университет, но заминава със съпруга си за Германия, където учи пиано в Мюнхенската консерватория (1922 – 1925) и слуша лекции по история на изкуството. През 1925 г. семейството се завръща в България. В периода 1925 – 1927 г. е член на литературния кръг „Стрелец“. Има син  – Добри Мутафов, внучка – Фани Добрева-Турмачка.
Дебютира с разказ през 1924 г. Първите ѝ книги са посветени на мистичния подвиг на майчинството и жената. Най-крупното ѝ творческо дело е четирилогията „Асеновци“. Със своите над 35 книги, издадени до 1944 г., тя е най-популярната писателка в България. Поетът Кирил Христов казва за нея: „Най-високият връх, достигнат от българската жена, който напълно я изравнява с мъжа, този шеметен връх се казва Фани Попова-Мутафова. Нейните исторически романи я поставят на нивото на най-големите писатели в този жанр в световната литература.“
Избрана е за член на ПЕН клуба в България през 1932 г. По време на Втората световна война се увлича по националистически идеи и пише публицистика, възхваляваща победите на Тристранния пакт и Обединението на Българските земи. 
След деветосептемврийския преврат през 1944 г. изпада в немилост. Изключена е от Съюза на българските писатели заедно с редица други творци. Арестувана е и изправена пред шести състав на т. нар. народен съд. Осъдена е на 7 години строг тъмничен затвор и 10 хиляди лева глоба за  „антиболшевизъм“, „прогерманска дейност“ и „великобългарски шовинизъм“. След 11 месеца престой зад решетките (13 октомври 1944 –8 септември 1945) е помилвана и излиза на свобода поради тежката астма, от която боледува, и след застъпничествата на баща си. През 1950 – 1951 г. отново е затворена и следствена, считана „като опасно за държавната сигурност лице“. Въдворена е в ТВО лагер край с.Ножарево.
В публикуваните посмъртно „Дневници“ на писателя Йордан Вълчев се твърди, че Фани Попова-Мутафова е написала романа „Време разделно“, но заради забраната ѝ да публикува след 9 септември 1944 г., го е дала на Антон Дончев.
След като през 60-те години на XX век комунистическият режим се ориентира към „патриотична“ идеология, Фани Попова-Мутафова е в известна степен реабилитирана. Налагат ѝ да се разкае за „грешките“ си, за да излезе поправеното издание на „Дъщерята на Калояна“ през 1962 г. Принудена е насила да внесе поправки също в „Солунският чудотворец“ и в „Йоан Асен ІІ“.
През 1972 г., по повод 70-годишнината ѝ, е наградена с орден „Св. св. Кирил и Методий“ І степен.
„Последният Асеновец“ е преиздаден след смъртта ѝ без поправки. Последната ѝ книга е биографията „Д-р П. Берон“ (1972).
В периода 2007 – 2009 г. четирилогията „Асеновци“ излиза за пръв път след Втората световна война с автентичния си текст, като са отстранени всички насилствено наложени добавки и поправки.
Умира на 9 юли 1977 г. в София.

## Произведения
- Жени (1927)
- Жената на приятеля ми (1929)
- Солунският чудотворец (1929/30)
- Недялка Стаматова (1933)
- Зарко и хвърчилата (1934)
- Огледало, нимби и цветя (1934)
- Велики сенки (1935)
- Дъщерята на Калояна (1936)
- На кръстопът (1937)
- Приказки за Крали Марко (1937)
- Христо Ботев (1937)
- Йоан Асен (1938/39)
- Последният Асеновец/Боянският майстор (1939)
- Княгиня Мария-Луиза (1939)
- Събрани творения. Том 1 – 10. С., Ив. Коюмджиев, 1941 – 1943:
  - 1. Легенди (1941);
  - 2. Велики сенки (1943);
  - 3. Разкази – 1 том (1941);
  - 4. На кръстопът (1941);
  - 5. Солунският чудотворец (1942);
  - 6. Дъщерята на Калояна (1942);
  - 7. Йоан Асен ІІ (1943);
  - 8. Боянският майстор/Последният Асеновец (1943);
  - 9. Разкази – 2 том (1943);
  - 10. Недялка Стаматова (1942).
- Новата българка (1942)
- Червената мантия (1943)
- Д-р П. Берон (1972)
- Когато бяха малки (1979)
- Асеновци. В 4 т. (2007 – 2009)